# Éric Toledano
Éric Tolédano 1 (París, 3 de juliol de 1971) és un director de cinema, guionista, actor i dialeguista francès. Treballa conjuntament amb Olivier Nakache tant en els guions com en la realització i direcció de les seves obres.

## Biografia

### Joventut i primers contactes amb el cinema
Eric Toledano neix el 3 de juliol de 1971 a París. Els seus pares són jueus marroquins, procedents de Meknès. El seu pare és graduat de l'ENA i comença la seva carrera a l'alta administració marroquina, a continuació va a París on treballa al centre francès del comerç exterior. Éric Toledano té un germà gran, i una germana metgessa gastroenteròloga a París.

Neix i creix a Versalles, on passa una joventut feliç, càlida i simpàtica », corrent de l'escola al Cyrano o al Roxane, els cinemes de la ciutat. Declara haver sentit « una emulació artística evident a Versalles, […] bressol de nombrosos artistes com Air (grup) i Phoenix (grup). Éric Toledano s'apassiona des del seu més jove edat pel cinema i té una admiració particular al director Woody Allen i en particular al seu film Annie Hall, del qual declara conèixer els diàlegs de memòria. Per Éric Toledano, 
| « | Woody Allen és una mena de model. La seva força, és la repetició. Tracta del mateix tema, de les mateixes neurosis sent no obstant això cada vegada diferent i sempre també brillant. Se'n diu una obra. » | » |

.

És molt jove quan se submergeix en les comèdies italianes o els films de Claude Sautet Entre les seves referències cinematogràfiques, cita igualment els films de l'equip del Splendid com la sèrie Anem a fer bronze, Quin Nadal! film del qual declara igualment conèixer els diàlegs de memòria. Es declara igualment influït per les comèdies angleses i més particularment el film The party de Blake Edwards així com 
| « | els films de grup d'Yves Robert | » |

 .
Amb relació a la seva educació, declara: « Crec que ser artista, és renunciar a un mateix. Renunciar a la seva família, a les seves arrels i poder sostreure-se'n. […] No tinc la impressió que la meva educació i la meva família hagin tingut verdaderes influències sobre el meu treball ».

### Adolescència, viatges i formació
El mateix Éric Toledano subratlla el paper important a la seva vida i la seva obra cinematogràfica d'una experiència viscuda a l'adolescència. De 8 a 16 anys, participa en nombroses activitats socioculturals, ja sigui a Centres de vacances i d'oci, colònies de vacances via ajuntament, associacions culturals, estades esportives, i sobretot a les activitats i als camps dels Escoltes jueus de França.
El 1989, després haver fet el batxillerat a l'Institut Marie Curie a Versailles, considera tenir necessitat de veure el món. Marxa a estudiar un any a la universitat hebrea de Jerusalem. Després d'aquest any de pràctiques, Éric Toledano s'inscriu a la universitat a França per a fer-hi estudis de lletres i de ciències polítiques. El 1993 obté una llicenciatura de lletres opció Cinema a la Universitat París III Sorbona Nova i el 1995 un màster de ciències polítiques a la Sorbona amb una especialització en sociologia política

El 1995, arran d'una concentració de presentadors de Yaniv al Chesnay coneix Olivier Nakache. L'experiència de les colònies de vacances, comuna als dos homes, és el centre del seu segon llargmetratge Nos jours heureux realitzat el 2006, a propòsit del qual Toledano declara: 
| « | Per a Olivier [Nakache] i per mi aquest film té un lloc particular. Conta una part de les nostres vides. Durant vint anys hem estat successivament pensionistes, presentadors i directors de centres de vacances, sobretot a Yaniv o a les EEIF | » |

.

Interrogat en febrer 2015 sobre el lloc del judaisme a la seva vida subratlla que és 
| « | en principi molt púdic, molt personal | » |

, precisant igualment que és 
| « | prou dèbil a [la seva] vida, i a més, poc destacat en [el seu] treball o en [el seu] dia a dia | » |

.

Sense haver seguit una formació musical la música té tanmateix 
| « | una gran influència sobre el seu treball | » |

 i més particularment el jazz i el funk. En la fase d'escriptura d'un guió la música li inspira seqüències,
| « | l'escriptura d'una comèdia és com una partitura, se sent la falsa nota de seguida | » |

.

### Començament de carrera
Paral·lelament als seus estudis, Éric Toledano coneix la seva primera experiència cinematogràfica el 1993, quan treballa com a ajudant d'escenografia en el film À la folie realitzat per Diane Kurys. Després, codirigeix el seu primer curtmetratge amb Olivier Nakache el 1995: Le Jour et la Nuit. En efecte, decidint consagrar la seva vida al cinema, els dos realitzadors no desitgen comprometre's amb grans estudis cinematogràfics, però per contra entrar de seguida a l'acció amb un primer curtmetratge en el qual inverteixen totes les seves economies. No obstant això, l'èxit no és l'esperat.
El 1999, surfant sobre el fenomen del « stand-up » que és a punt d'importar-se a França, el seu segon film, Les Petits Souliers, és un èxit, gaudint de la col·laboració de joves actors com Gad Elmaleh o Jamel Debbouze. En efecte, en aquesta època, el duo freqüenta el Trévise, que organitza escenes obertes. I en aquest teatre coneix Gad Elmaleh, llavors jove humorista que van fer actuar al seu segon curtmetratge i que va els ajudar a completar el càsting per altres joves actors francesos com Jamel Debbouze, Roschdy Zem, Atmen Kelif o Gilbert Melki. El film és seleccionat al festival internacional del curtmetratge de Clermont-Ferrand el 1999 i, el mateix any, obté el Premi del públic al festival del film de París.

### Col·laboració amb Omar Sy i encadenament d'èxit
El 2002, Éric Toledano i Olivier Nakache escriuen i realitzen el seu 3r curt, Ces jours heureux, que posa en escena la sortida i el retorn d'una colònia de vacances. En aquest període coneixen Omar Sy marcant així el començament d'una llarga col·laboració artística.
El duo treballa algun temps a la productora de Dominique Farrugia i en un escenari de la cadena Comedie+ coneixen Jean-Paul Rouve amb el qual fan amistat. Éric Toledano i Olivier Nakache li proposen el paper protagonista del llargmetratge que estan escrivint. En aquest període coneixen Nicolas Duval-Adassovsky que decideix produir Je préfère qu'on reste amis el primer llargmetratge del duo. El film, que surt a França el 2005, coneix un èxit relatiu amb 330.000 entrades. El segon llarg del duo, Nos jours heureux surt durant l'estiu de 2006 i coneix l'èxit a mesura que passen setmanes d'explotació acumulant 1.500.000 entrades.
El 2009, surt el seu tercer llargmetratge, Tellement Proches. El duo segueix la seva exploració de la vida en grup analitzant les relacions familiales. Com a Nos jours heureux es troba al càsting del film Omar Sy marcant així la tercera col·laboració del duo amb el seu actor fetitxe.
El 2011, és la sortida d'Intouchables, el seu 4t llargmetratge. Omar Sy comparteix cartell amb François Cluzet. El film té un èxit fenomenal a França amb 19,44 milions d'entrades però igualment a la resta de països on el film acumula més de trenta milions d'entrades.
El 2014 surt Samba amb, encara una vegada, Omar Sy en cap de cartell però igualment Charlotte Gainsbourg, Tahar Rahim i Izia Higelin. El film segueix el recorregut d'un sense-papers a la França d'avui. Sense arribar a les xifres impressionants d' Intouchables el film acumule tanmateix 3,3 milionss d'entrades al box-office. Izia Higelin és nominada al Cèsar a la millor actriu secundària.
El 2015, Patrick Chesnais contacta el duo perquè realitzin el film de la seva associació Ferdinand amb la finalitat de sensibilitzar els joves als perills de l'alcohol al volant. Accepten immediatament però temen que aquest projecte hi hagi el mateix ADN tràgic i còmic que a Intouchables. Provar de fer riure i de divertir a través d'assumptes molt durs, és una mica la nostra marca de fàbrica. Aquest curt, "Le Bon Vivant", ha estat difós a les sales de cinemes i les cadenes de televisions sòcies de l'associació a partir del 20 de maig de 2015. El 2015 sortirà igualment en pantalles la seva primera producció La vie en grand realitzat per Mathieu Vadepied que el duo ha conegut en el rodatge d'Intouchables, i d'altra banda va ser durant el rodatge de les escenes en suburbis que Mathieu Vadepied va tenir la idea del guió del film i en va parlar a Éric Toledano i Olivier Nakache.
Éric Toledano apareix al film de Emmanuelle Bercot La noia de Brest, estrenat el 23 de novembre de 2016. Interpreta el representant dels laboratoris Servier.
2017 marcarà el retorn del duo al cinema amb el seu nou film Le sens de la fête amb Jean-Pierre Bacri, Jean-Paul Rouve i Gilles Lellouche.

En el cas de la biografia de Éric Toledano (com la d'Olivier Nakache), el diari Le Monde destaca que cap retrat no els ha estat dedicat a cap periòdic, que d'ells, no se sap gairebé res, i això malgrat cinc llargmetratges dels quals una tercera part a la llista dels èxits més grans del box-office a França obtinguda pel seu film Intouchables, el que el periòdic explica pel seu esborrat mediàtic en benefici del seu actor estrella (que apareix a tres dels seus llargmetratges) Omar Sy, els interessats declaren sobre això: 
| « | Això ens va de quedar cap enrere | » |

. Aquesta distància que instauren entre ells i el públic es va traduir igualment en la seva voluntat de no barrejar humor, mateix àcid, i rebel·lió.

## Filmografia

### Director i guionista, en col·laboració amb Olivier Nakache
La Part de l'ombre és l'única realització en la qual Éric Toledano i Olivier Nakache no són també els guionistes.

#### Curtmetratges
- 1995: Le Jour et la Nuit
- 1999: Les Petits Souliers
- 2000: La Part de l'ombre
- 2002: Ces jours heureux

#### Llargmetratges
- 2005: Je préfère qu'on reste amis...
- 2006: Aquells dies feliços (Nos jours heureux)
- 2009: Tellement proches
- 2011: Intocable
- 2014: Samba

## Premis i nominacions

### Nominacions
- 2012. César a la millor pel·lícula per Intocable
- 2012. César al millor director per Intocable
- 2012. César al millor guió original per Intocable